# ナイトヒーロー NAOTO
『ナイトヒーロー NAOTO』（ナイトヒーロー ナオト）は、2016年4月16日（4月15日深夜）0:12から7月2日（7月1日深夜）までテレビ東京系の「ドラマ24」枠で放送された日本のテレビドラマ。EXILE/三代目J Soul BrothersのNAOTOが主演。NAOTOにとって連続ドラマにおいて単独初主演の作品。実在のNAOTOに架空の設定を加えたストーリーが展開される。
また、エンディング企画としてドラマのために撮り下ろしたダンスシーンをEXILE TRIBEメンバーが披露。

## あらすじ
EXILEと三代目J Soul Brothersのメンバーとして活動するNAOTOは、ある出来事をきっかけに正義のヒーローとしても活動することになってしまう。人気のステージスターとしての表の顔と、法では裁けぬ悪を倒し弱者を救う正義のヒーローとしての裏の顔。そして、そんな2つの顔を明るみにしようと迫ってくるゴシップ報道。NAOTOは、2つの顔に悩みながらも両方フル回転で活動することになる。

## キャスト
直人
演 - NAOTO（EXILE/三代目J Soul Brothers）
国民的グループに所属し、忙しい毎日を過ごす人気者。責任感が強く、面倒見がいいが押しに弱い一面も。ある出来事をきっかけにヒーロー【ソウルマン】としての活動を余儀なくされる。戸惑いながらも法では裁けない悪に立ち向かう中で、パフォーマーとヒーローの二重生活に悩む。
田之上栞
演 - 黒島結菜
普段は普通の女子高生のようだが、悪を成敗することに異常な執念を見せる。若者たちに襲われているNAOTOを見かけ、その身体能力の高さに目をつけて、ヒーローの道へ引きずりこむ。両親を亡くし、叔父・裕三と2人暮らし。
田之上裕三
演 - 木下ほうか
両親を亡くした姪・栞を引き取り育てている。NAOTOと共に悪を成敗しようとする栞を心配しながらも手助けする。心優しい叔父だが、多感な年ごろの栞に邪険にされ、落ち込むこともしばしば。
権田薫子
演 - 余貴美子
下世話なネタばかり扱っているネットメディア【実話バスターズ】の編集長。話題になるネタであれば、どんな手を使ってでもスクープをものにしようとする敏腕編集長。突如現れた【ソウルマン】の正体を暴こうと様々な手を使い、NAOTOを追い詰める。
加藤
演 - 野中隆光
NAOTOのマネージャー。
時によき相談役としてNAOTOにアドバイスする。時々、NAOTOの行動に疑問を抱くがソウルマンだとは気付いていない。
浦野
演 - 少路勇介
「実話バスターズ」の記者で薫子の部下。
スクープ命の薫子の下で日々苦労している。
徐々にソウルマンの真相に近づいていく。職場では何故かバランスボールを椅子替わりにしている一風変わった男。

## ゲスト

### 第1話
小林直己
演 - 小林直己（EXILE/三代目J Soul Brothers）
樹里
演 -黒川芽以
純一
演 -阿部亮平
樹里の恋人
本人
演 - 三代目 J SOUL BROTHERS from EXILE TRIBE

### 第2話
レイナ
演 - 古畑星夏
古谷
演 - 戸塚純貴
本人
演 - Elly
本人
演 - 黒木啓司

### 第3話
本人
演 - りゅうちぇる
本人
演 - ぺこ
本人
演 - E-girls
三嶋里奈
演 - 中村静香
飯倉
演 - 堀部圭亮

### 第4話
本人
演 - 蛭子能収
木下大介
演 - 浅利陽介
西村
演 - 袴田吉彦
本宮
演 - 坂田聡
本人
演 - 三代目 J SOUL BROTHERS from EXILE TRIBE
木下忠司
演 - 日野陽仁

### 第5話
本人
演 - 武井壮
本人
演 - 髙谷裕之
本人
演 - 関口メンディー
本人
演 - EXILE ÜSA
本人
演 - 橘ケンチ
吉澤美咲
演 - 安藤輪子
中津川龍虎
演 - 近江谷太朗
吉澤正雄
演 - 伊藤正之

### 第6話
本人
演 - 森脇健児
赤沢
演 - 裵ジョンミョン
本人
演 - 関口メンディー
本人
演 - 佐野玲於
本人
演 - 世界
下島
演 - 駒木根隆介

### 第7話
ユミ
演 - 佐津川愛美
本人
演 - Elly
ジュリアン
演 - 田中奏生

### 第8話
田之上慎二（回想）
演 - 山中聡
中央署 署長・桜井
演 - 平田満
本人
演 - 山下健二郎
横山
演 - 安井順平

### 第9話
足利
演 - 村上淳
滝本
演 - 阿部力
美保
演 - 三輪ひとみ
田之上慎二（回想）
演 - 山中聡
栞（幼少期）
演 - 田牧そら
本人
演 - 今市隆二
本人
演 - 小沢仁志

### 10話
足利
演 - 村上淳
滝本
演 - 阿部力
中央署 署長・桜井
演 - 平田満
本人
演 - 関口メンディー
本人
演 - 佐野玲於
本人
演 - 岩田剛典
本人
演 - Akira
小林直己
演 - 小林直己

### 11話
足利
演 - 村上淳
滝本
演 - 阿部力
中央署 署長・桜井
演 - 平田満
本人
演 - 佐藤大樹
小林直己
演 - 小林直己

## エンディング企画
エンディングのダンス企画では、メンバー達の原点に返ったダンスパフォーマンスを披露。
- 監修 - ショーン・エバリスト
- 監督 - Yu-ya HARA
- クリエイティブA&Rディレクター - 佐藤達郎（LDH）
- 音楽制作 - DJ KIRA
- 制作プロダクション - MFG
- エンディング企画出演者 :
  - EXILE TRIBEメンバー - AKIRA、橘ケンチ、黒木啓司、小林直己、岩田剛典、白濱亜嵐、関口メンディー、ELLY、山下健二郎、小森隼、佐野玲於、中務裕太、世界、佐藤大樹、THE RAMPAGE from EXILE TRIBE、TARO、SAMURIZE from EXILE TRIBE、®ag Pound
  - 出演ダンサー - 、TAKASHI、キムタク、Candoo、キーパー、MASAYA、YUKI、YUYA、Dee＆HATARIE、MABU、YOSHIKI、s**ｔ kingz、AKANEN、KITE、ATZO、RYUZY、HIROKI、CHUN
  - パルクール - ZEN、898

### 第1話
- 黒木啓司、山下健二郎、佐藤大樹、小森隼、THE RAMPAGE from EXILE TRIBE、ZEN、898、TAKASHI J/B、キムタク、Candoo、keeper、MASAYA、YUKI、YUYA

### 第2話
- AKIRA、Dee&HATARIE

### 第3話
- 白濱亜嵐、世界、中務裕太、MABU、YOSHIKI

### 第4話
- s**t kingz

### 第5話
- ®ag Pound (AKIRA、 小林直己、岩田剛典、関口メンディー、佐野玲於のみ)

### 第6話
- THE RAMPAGE from EXILE TRIBE

### 第7話
- ELLY、LIKIYA

### 第8話
- AKANEN

## スタッフ
- 監督 - 権野元、工藤里紗、元木隆史
- 脚本 - 森ハヤシ、根本ノンジ、堀雅人、池谷雅夫
- 音楽監督 - 岩崎太整（メロディフェア）
- 劇伴制作 - 加藤信之（メロディフェア）
- 主題歌 - HONEST BOYZ「PART TIME HERO」（rhythm zone）
- 劇中歌 - KOHH「死にやしない」（GUNSMITH PRODUCTION）
- 撮影 - 神田創
- 照明 - 丸山和志
- 録音 - 池田雅樹
- 美術 - 坂本朗
- 装飾 - 安藤千穂
- スタイリスト - 前田勇弥
- ヘアメイク - 清水美穂
- マスク制作 - スタジオバニマ
- スタント・コーディネート - 森崎えいじ（スタントチームゴクウ）
- パルクール指導 - ZEN
- 助監督 - 佃謙介
- 制作担当 - 朝日一美
- キャスティング - 久保田隆久
- 編集 - 難波智佳子
- 宣伝 - 前田有花、石原裕也
- オープニング演出 - 石田雄介
- エンディング演出 - Yu-ya HARA
- デザイン - 井上勝啓
- メイキング - 佐藤吏
- 写真 - 三宅英文
- ラインプロデューサー - 尾関玄
- アシスタントプロデューサー - 木下真梨子
- チーフプロデューサー - 山鹿達也
- コンテンツプロデューサー - 五箇公貴
- プロデューサー - 濱谷晃一、向井達矢
- 制作 - テレビ東京、ラインバック
- 制作著作 - 「ナイトヒーロー NAOTO」Project

## 放送日程
| 各話   | 放送日  | サブタイトル                                              | 脚本       | 演出     |
| ------ | ------- | --------------------------------------------------------- | ---------- | -------- |
| 第1話  | 4月16日 | EXILE裏の顔!? 三代目リーダーが暴力事件…卑劣なDV男         | 森ハヤシ   | 権野元   |
| 第2話  | 4月23日 | 高校で謎のドラッグ事件…恋人を助けて! 驚きの黒幕にピンチ   | 堀雅人     | 権野元   |
| 第3話  | 4月30日 | 芸能事務所の危険な罠                                      | 根本ノンジ | 権野元   |
| 第4話  | 5月07日 | 老舗のっとりの罠! 卑劣な詐欺団を潰せ                      | 池谷雅夫   | 元木隆史 |
| 第5話  | 5月14日 | 悪徳セミナー潜入! 娘を返して…父の涙                       | 根本ノンジ | 元木隆史 |
| 第6話  | 5月21日 | 強盗に監禁ピンチ! 事件は全国で生配信!? 正体バレる大ピンチ | 森ハヤシ   | 権野元   |
| 第7話  | 6月04日 | 子供誘拐!? ネットカフェに裏の顔…母子が堕ちた地獄          | 堀雅人     | 工藤里紗 |
| 第8話  | 6月11日 | VS最凶の偽ヒーロー暴走する正義の代償…闇組織の魔の手迫る   | 根本ノンジ | 工藤里紗 |
| 第9話  | 6月18日 | ヒーロー殺害予告!? 闇組織との全面対決! 11年越し父の復讐…  | 根本ノンジ | 権野元   |
| 第10話 | 6月25日 | 正体バレて炎上騒ぎ…芸能人生命の危機! 最愛の人の死に絶叫   | 森ハヤシ   | 権野元   |
| 最終話 | 7月02日 | EXILE辞めます 決死の覚悟で最終決戦…さらばNAOTO            | 森ハヤシ   | 権野元   |
|        |         |                                                           |            |          |

## 受賞
- ジャパンアクションアワード2017[4][5]
  - ベストアクションシーン賞 優秀賞 (最終話　アクションシーン)